# Iglesia de Nuestra Señora de Belén (Huaraz)

## Historia

### Antecedentes
Los Betlemitas, orden religiosa que fue fundada en 1658, por San Pedro de San José Betancourt, en Guatemala.
Los Betlenitas llegan a Huaraz a fines del siglo XVII y se ocupan del cuidado de los indios enfermos y abandonados y de la educación de los más pobres.
Estos frailes edificaron una capilla y le pusieron bajo la advocación de su patrona la Virgen de Belén.

Documentos que sustentan la antiguedad:
Partidas de bautizo pertenecientes a:
Teófilo Díaz López y de Angélica León Coral con fecha 9 de marzo de 1916, por el cura Párroco Martín Tello. y testigo de ambos bautizos , Don Jeremías Romero
Partida del Primer Matrimonio entre:
Gregorio Quiñones con Delfina Morales, el 13 de marzo de 1916, siendo párroco el cura Marín Tello.
La Iglesia de Nuestra Señora de Belén fue reconstruida tras el terremoto del 1970 y ahora se encuentra ubicada en el Barrio de Belén en la ciudad de Huaraz, departamento de Ancash, en el Perú. Frente a la iglesia se encuentra la Plazuela de Belén.
A partir de marzo del 2016, celebramos la creación de la segunda parroquia en la sede episcopal, para no olvidar que la antigua Reducción y Doctrina de Indios de San Sebastián Mártir de la Pampa de Huaraz, fue creada en los albores de la primera evangelización por el año 1570; luego a mediados del siglo XIX, parroquia como tal; con la erección canónica del Obispado de Huaraz el 15 de mayo de 1899.

## RESEÑA
Su origen se remonta a la presencia de los Betlemitas, que arribaron a Huaraz, a finales del siglo XVII, con la finalidad de encargarse del cuidado de los indios enfermos y abandonados y de la EDUCACIÓN DE LOS MAS PODRES, la catequesis, servicio de la caridad con el Hospital, y ayudar a buen morir y la sepultura en el cementerio adyacente.
Estos frailes edificaron una capilla en la parte sur del pueblo y la pusieron bajo la advocación de su patrona la Virgen de Belén.
en el año 1701, el convento hospitalario, fue fundado por el Lic. Juan Esteban de Castromonte, Párroco de la doctrina de San Sebastián de Huaraz. El hizo gestiones ante el Virrey para el permiso de su fundación. quien solicitó se haga cargo del Hospital la orden Betlemita.
El 10 de marzo de 1702 Cristóbal Cabello Ramírez, dio en venta a los padres Fray Juan de Santa María y Fray Antonio de Jesús, religiosos betlemitas, un corral cercado de piedras para el hospital, quienes edificaron el hospital con las piedras de la antigua muralla de Pumacayán 
Esta orden religiosa fue fundada en 1658, por San Pedro de San José Betancourt, en Guatemala. 

### DATOS QUE SUSTENTAN A LA PARROQUIA
Partida del primer bautizo, perteneciente a Teófilo Díaz López, bautizado por el Cura Párroco  Martín Tello, el 9 de marzo de 1916. De igual forma, la Partida de Bautizo de Angélica León Coral, bautizada el 9 de marzo de 1916 por el cura párroco Martín Tello. Fue testigo en ambos bautizos, don Jeremías Romero.
Partida del primer Matrimonio, realizado en la Iglesia de Belén de Huaraz , el 13 de marzo de 1916, entre Gregorio Quiñones con Delfina Morales, siendo Párroco el Cura Martín Tello.